# Хатуов, Джамбулат Хизирович
Джамбула́т Хизи́рович Хатуо́в (род. 3 июня 1962, станица Советская, Новокубанский район, Краснодарский край) — мэр Армавира (2006—2009), первый заместитель губернатора Краснодарского края (2009—2015), первый заместитель министра сельского хозяйства России (2016-2021).

## Биография
Джамбулат Хатуов родился в семье служащих. После окончания средней школы с 1979 работал заготовителем — товароведом заготконторы Новокубанского районного потребительского общества Краснодарского крайпотребсоюза.
В 1984 году окончил Московский ордена дружбы народов кооперативный институт по специальности экономист-организатор.
С августа 1984 года работал директором розничного торгового предприятия Успенского районного торгового объединения Успенского районного потребительского общества краснодарского крайпотребсоюза. С 1984 по 1986 год служил в рядах Советской армии.
С 1986 по 1998 год — председатель правления Успенского РайПО. В 1997 году закончил Белгородский университет потребительской кооперации по специальности юрист.
В 1992 году избран депутатом Успенского районного Совета депутатов. В 1998 был избран председателем Совета Успенского РайПО, одновременно являясь членом Совета и Президиума Краснодарского крайпотребсоюза.
В июне 2002 года, в период наводнения, назначен исполняющим обязанности главы Успенского района, а с июля 2002 районным Советом депутатов был избран главой Успенского района. В декабре 2004 года жители Успенского района вновь избрали Д. Х. Хатуова главой муниципального образования. 31 мая 2006 года назначен исполняющим обязанности главы города Армавира. 8 октября 2006 года избран главой Армавира.
В 2006 году Хатуов вступил в партию «Единая Россия» (партийный билет был вручен ему вскоре после его избрания главой Армавира) .
С 2008 по 2009 год — первый заместитель главы муниципального образования, и. о. главы Сочи.
С января 2009 года назначен первым заместителем губернатора Краснодарского края.
Интересен тот факт, что законодательство Российской Федерации (Федеральный закон от 6 октября 2003 г. N 131-ФЗ «Об общих принципах организации местного самоуправления в Российской Федерации») и Краснодарского края (Закон Краснодарского края от 27 марта 1997 г. N 73-КЗ"О муниципальной службе в Краснодарском крае" — Статья 11. Ограничения, связанные с муниципальной службой) запрещает совмещать выборную должность главы города Армавира и заместителя главы города Сочи, даже в тех случаях, когда этот заместитель главы города временно исполняет обязанности главы города.
21 октября 2015 года Джамбулат Хатуов отправлен в отставку с поста первого заместителя губернатора Краснодарского края, в связи с упразднением этой должности в администрации Краснодарского края.
24 февраля 2016 года премьер-министр России Дмитрий Медведев назначил Джамбулата Хатуова заместителем министра сельского хозяйства РФ Александра Ткачева, 12 апреля этого года назначил первым заместителем министра.
23 декабря 2021 года премьер-министр России Михаил Мишустин освободил Джамбулата Хаутова от должности первого заместителя министра сельского хозяйства РФ по собственному желанию. Позже он некоторое время проработал в должности директора строительно-туристического холдинга ООО «Мантера-Групп», который связывают с семьей Александра Ткачева.
Во второй половине 2024 года Джамбулат Хатуов занял пост заместителя руководителя секретариата вице-премьера Правительства РФ Дмитрия Патрушева.

## Деятельность
В начале 2021 года Хатуов обратился к вице-премьеру Виктории Абрамченко с просьбой посодействовать привлечению иностранных рабочих для сезонных работ в сельском хозяйстве. Заместитель министра мотивировал необходимость завоза мигрантов «низкой эффективностью привлечения работников из местного населения: это связано с тяжёлыми условиями труда, отсутствием соответствующего опыта и минимальных специализированных знаний по сравнению с привлекающимися много лет на такие работы бригадами из стран ближнего зарубежья — в основном, из Узбекистана и Таджикистана».

## Критика
7 апреля 2016 года Хатуов как заместитель министра сельского хозяйства участвовал во встрече со студентами и преподавателями Тимирязевской сельхоз академии по вопросу передачи полей академии другим организациям под застройку.

Студентка Александра Миронова задала вопрос «о свёкле». Заместитель министра сельского хозяйства не смог ответить на вопрос одной из студенток о визуальных отличиях: «чем отличается кормовая свёкла от сахарной». Сам Хатуов счёл данный вопрос провокационным. Вопросом «о свёкле», студентка хотела подчеркнуть некомпетентность министра в вопросах сельского хозяйства и важность сохранения земель Тимирязевской Академии.

## Личная жизнь
Женат, имеет двоих детей, по данным на 2008 год: сын — студент, дочь — школьница.

## Награды
- знак Центросоюза «За добросовестный труд в потребительской кооперации России» (1999);
- памятная медаль «За выдающийся вклад в развитие Кубани» II степени (2000);
- памятная медаль «За выдающийся вклад в развитие Кубани» I степени;
- медаль «За заслуги в труде» (Алтайский край, 28 сентября 2016) — за многолетний добросовестный труд и высокий профессионализм
- орден Дружбы (2022)[14].